# Tlacotepec
Tlacotepec est une ville et le siège de la municipalité de General Heliodoro Castillo (en), dans l'état de Guerrero, au sud-ouest du Mexique.